# 1116-os mellékút (Magyarország)
Az 1116-os számú mellékút egy Pest vármegyei mellékút, amely Szentendrét köti össze Visegráddal, a Visegrádi-hegység magaslatai közt kanyarogva. A két település között elhalad Pilisszentlászló közigazgatási területén, megközelítve a település belterületi utcáit is. Meglehetősen változatos vonalvezetésű, több helyütt meredek hajtűkanyarokkal tarkított, omladékos sziklafalakkal kísért útszakasz, kedvezőtlen időjárású időszakokban nem ritka, hogy az út forgalmát – különösen a Pilisszentlászló–Visegrád szakaszon – korlátozni kell. Mindkét végpontján a 11-es főúthoz csatlakozik.

## Nyomvonala
Az út jelenleg a 11-es főútból ágazik ki, annak 20+600-as kilométerszelvénye táján, Szentendre belvárosától nyugatra; a kilométer-számozása azonban az 1+376-os kilométerszelvénnyel indul, tehát nyilvánvaló, hogy a múltban, a Dunakanyar körút létesítése előtt Szentendre belsőbb részeiből indult ez az útszámozás. Valószínűnek tűnik, hogy a HÉV-végállomás térségében ágazott ki a 11-es útból, és a Kossuth Lajos utca - Dumtsa Jenő utca - Fő tér - Rákóczi Ferenc utca útvonalon haladhatott jelenlegi kezdőpontjáig.
Ma a belterületi szakasza a Szentlászlói út néven indul és Izbég városrészen húzódik végig. Szentendre nyugati végén, 5. kilométere közelében ágazik ki belőle a Dömörkapu és Lajosforrás felé vezető 11 113-as út, az 1116-os pedig északnyugatnak fordul. A város lakott területének utolsó házai közelében torkollik bele a 11 112-es út, amely idáig végig majdnem párhuzamosan húzódott ezzel az úttal, kicsit északabbra tőle. Az elágazástól nem messze keresztezi az utat a Száraz-patak folyása.
Ettől kezdve az út emelkedésnek indul, és néhány kilométer után eléri Pilisszentlászlót. A falu előtt kialakított nagy területű erdei parkolóhely több túraút kiindulópontja, nem messze onnét az Országos Kéktúra útvonala is keresztezi az utat. Egy darabig a nyomvonal a falut elhagyva is az addigi fő iránynak számító északnyugati irányt követi, majd lassanként északi irányba fordul. Rövidesen beér a Császár-völgy vagy Ágas-völgy nevet viselő völgybe, ahol az Ágas-patak szegődik mellé, itt már Visegrád területén járunk. Mielőtt az út elérné Visegrád Lepence településrészének első házait, eddigi kísérője beletorkollik a dél-délkeleti irányból érkező Lepence-patakba. Az út még elhalad a Lepencei Termál- és Strandfürdő létesítményei mellett, keresztezi a Lepence-patakot, majd nem sokkal 20. kilométere előtt visszatorkollik a 11-es útba, annak 45+500-as kilométer-szelvénye közelében.
Teljes hossza, az országos közutak térképes nyilvántartását szolgáló kira.gov.hu adatbázisa szerint 19,797 kilométer.

## Települései
- Szentendre
- Pilisszentlászló
- Visegrád